# Leo Fitzpatrick
Leo Fitzpatrick (* 10. August 1978 in Orange, New Jersey, USA) ist ein US-amerikanischer Filmschauspieler.
Im Alter von 17 Jahren spielte er die männliche Hauptrolle im Filmdrama Kids (1995) von Regisseur Larry Clark. Clark hatte Fitzpatrick, der aus einfachen Verhältnissen stammte und zuvor über keinerlei Schauspielerfahrung verfügte, bei Recherchen über Subkulturen von Jugendlichen in der Skater-Szene von Manhattan auf der Straße entdeckt und zum Casting eingeladen.
Wie auch die meisten der anderen jungen Darsteller in Kids (Chloë Sevigny, Justin Pierce, Rosario Dawson, Harold Hunter, Jon Abrahams) nutzte Leo Fitzpatrick seine plötzliche Bekanntheit zum Start einer Schauspielerkarriere. Von 1997 an spielte er in einer Reihe von amerikanischen Kinofilmen, Fernsehfilmen und Fernsehserien mit.
Zu den bekannteren Spielfilmen davon gehören die beiden Larry-Clark-Filme Another Day in Paradise (1997, deutscher Titel Ein neuer Tag im Paradies) und Bully – Diese Kids schockten Amerika (2001), weiter Storytelling (2001), Weil es Dich gibt (2001) und Blind Horizon – Der Feind in mir (2003).
Zwischen 2002 und 2004 trat Fitzpatrick in 14 Folgen der Fernsehserie The Wire auf. In Deutschland war er in jeweils einer Folge der amerikanischen Fernsehserien Practice – Die Anwälte (2000) und Criminal Intent – Verbrechen im Visier (2004) sowie in dem Fernsehfilm Bubble Boy (2001) zu sehen.
2001 war Leo Fitzpatrick für eine Rolle im Film Die letzte Festung mit Robert Redford engagiert, ein Verkehrsunfall kurz vor Drehbeginn verhinderte jedoch seine Teilnahme an den Dreharbeiten.

## Filmografie (Auswahl)
- 1995: Kids
- 1997: Another Day in Paradise
- 2000: Take it to the Limit
- 2000: King of the Korner
- 2000: 7-Teen Sips
- 2001: Last Ball
- 2001: Storytelling
- 2001: Bully – Diese Kids schockten Amerika
- 2001: Bubble Boy
- 2001: Weil es Dich gibt (Serendipity)
- 2002: City of Ghosts
- 2002: The Wire (TV-Serie)
- 2003: Justice
- 2003: Blind Horizon
- 2004: Fearless (TV)
- 2004: Criminal Intent - Verbrechen im Visier (TV) als Rickie "Chops" Cozza (Episodentitel "Mafiosi")
- 2004: Jumbo Girl
- 2004: Nausea 2
- 2005: The Girl from Monday
- 2005/2007: My Name Is Earl (4 Folgen)
- 2006: On the Road with Judas
- 2006: Fay Grim
- 2007: How to Rob a Bank
- 2009: Finde mich in New York! (Uneaventure New-Yorkaise, Fernsehfilm)
- 2010: Sons of Anarchy
- 2011: Some Guy Who Kills People
- 2013: Banshee – Small Town. Big Secrets. (Banshee, Fernsehserie, Folge 1x05)
- 2013: Doomsdays
- 2013: Blue Caprice
- 2013: Cold Comes the Night
- 2016: Gotham  (Staffel 2 Folge 5)
- 2018: Maniac (Fernsehserie, zwei Episoden)